# Strange World
Strange World – pierwszy singel amerykańskiego wokalisty Ké, wydany w 1995 roku na albumie I Am.
Singel znalazł się na radiowych listach przebojów we Włoszech, Kanadzie, Hiszpanii, Portugalii, Szwajcarii, Francji, Grecji i Holandii. Utwór dotarł także do 89. miejsca w zestawieniu singli prowadzonym przez GfK Entertainment w Niemczech.
W 2012 roku cover utworu „Strange World” został nagrany przez fiński zespół rockowy HIM i wydany na albumie kompilacyjnym grupy zatytułowanym XX – Two Decades of Love Metal. W 2016 roku swoją wersję utworu wydał również włoski zespół Matmata.

## Lista utworów
Vinyl, 12"
1. „Strange World” (Album Version) – 4:32
2. „Strange World” (Junior’s Sound Factory Mix) – 9:45
3. „Strange World” (Tribalistic Dub) – 8:09
4. „Strange World” (Junior’s Strange Mix Edit) – 11:27

## Notowania na listach przebojów
| Kraj   | Lista (1995)      | Najwyższe miejsce |
| ------ | ----------------- | ----------------- |
| Niemcy | GfK Entertainment | 89                |